# Stigmatura
Stigmatura (Kwikstaarttirannen) is een geslacht van zangvogels uit de familie tirannen (Tyrannidae).

## Soorten
Het geslacht kent de volgende soorten:
- Stigmatura napensis – Kleine kwikstaarttiran
- Stigmatura bahiae – Bahiakwikstaarttiran
- Stigmatura budytoides – Grote kwikstaarttiran